# Заговор (обряд)

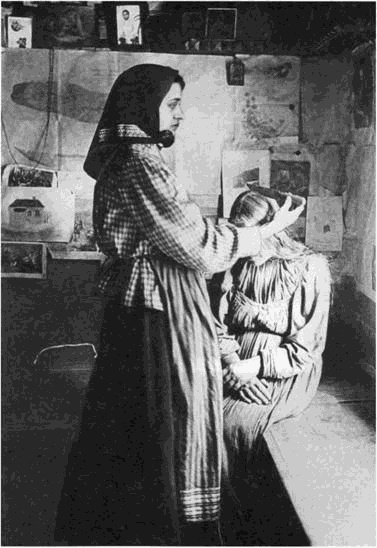
Знахарка «лечит» припадочную, Рязанская губерния, 1914 год

За́говор (нагово́р, пригово́р, закля́тие, слова́, шепта́ние) — «малые» фольклорные тексты, служащие магическим средством достижения желаемого в лечебных, защитных, промысловых, родовспомогающих, продуцирующих и других ритуалах. Исполнение заговоров носит сугубо индивидуальный характер. 3аговоры отличаются ярким своеобразием семантики, структуры и языка; в жанровом и функциональном отношении ближе всего стоят к заклинаниям и народным молитвам. В русскоязычной гуманитарной науке термин используется не только в восточнославянском контексте, но и как родовое понятие для общечеловеческих проявлений веры в магическую силу слова (например, в индологии, фольклористике неславянских народов и т. д.).

## Другие названия
У Даля в качестве другого названия заговора приводится производное от вещать слово вещба (оно же употреблено у этнографа-беллетриста Мельникова-Печерского в историческом романе-эпопее «В лесах» в эпизоде со знахаркой Егорихой). Согласно словарю Даля, заговоры и наговоры как практика единосущны таким понятиям как волшебство, волхвованье, колдовство, знахарство; обаяние, мара, морока; чернокнижие, кудесничество и чары. Под влиянием вторичной традиции записи сам заговор иногда называет себя как целостное произведение «статьёй»: «…какие слова недоговорены, какие переговорены, пусть будут в статье…». В XVII в. материалы судебных дел о колдовстве и знахарстве неоднократно фиксировали общее как для исполнителей заговора, так и для участников судебных разбирательств поименование заговорного текста стихом.

## Происхождение, развитие, инокультурные факторы
Возникший из языческих молитв и заклинаний, заговор основывался первоначально на силе человеческого слова, потом на авторитете призываемого в нём божества, далее — на авторитете заговаривающего лица и убеждении присутствующих; вся сила заговора в точном произнесении известных слов и исполнении сопровождающих обрядов. Первоначально язычник силою заповедного слова заговора надеялся принудить боготворимые силы и явления природы ко всему, что ему угодно, и прибегал к заговорам весьма часто.
С течением времени круг применения заговоров сокращался; наконец, таинственные формулы перестали быть доступными всем; выделился особый класс людей, ведающих таинственную силу обрядов и молений и умеющих совершать эти обряды. Люди эти — знахари, ведуны, колдуны, волхвы, «знаткие» и т. д.
В дохристианскую эпоху в заговорах обращались преимущественно к силам и явлениям природы. Обращения к солнцу, месяцу, звездам, заре, ветрам, огню, грому, дождю и т. п. — наиболее часто встречаемые в заговорах. Наибольшей популярностью пользовались многочисленные заговоры с целью избавления от недугов, которые даже помещали в лечебниках и травниках.
С принятием христианства стали появляться упоминания Господа, Богородицы, святых.
Православная церковь отрицательно относится к заговорам и называет использование заговоров магией и обращением к бесам, а упоминания Господа, Богородицы, святых в заговорах — кощунством и сбиванием с толку людей, считающих себя христианами, но не знающих основ православия и не читавших Библию, так как в Библии деятельность ворожей, магов, колдунов и любой оккультизм порицаются.
Святитель Иоанн Златоуст, раннехристианский святой, писал по этой теме:
«Пусть будем мы больны, лучше остаться больными, чем для освобождения от болезни впасть в нечестие (прибегая к заговорам). Демон, если и уврачует, больше повредит, чем принесёт пользы. Доставит пользу телу, которое спустя немного непременно умрёт и сгниёт, а повредит бессмертной душе. Если иногда по попущению Божию и исцеляют демоны (через ворожбу), то такое исцеление бывает для испытания верных, не потому чтобы Бог не знал их, но чтобы научились не принимать от демонов даже исцеления».
В Российской империи светское законодательство поддерживало усилия ведомства православного исповедания, части государства в то время, по искоренению заговорной практики из народного быта. Российское право содержит в себе карательные меры против «духовных преступлений» и во второй половине XVII, и весь XVIII век, и начало XIX века. По подсчётам современных исследователей, гребень подобного правоприменения пришёлся на царствование Елизаветы Петровны. И даже в первом Своде законов Российской империи 1832 года, подготовленном прогрессивным реформатором М. М. Сперанским, ещё содержится глава «О подложном проявлении чудес, лжепредсказаниях, колдовстве и чародействе».
Вследствие многовекового преследования властями в восточнославянском ареале многие изустные заговоры неизбежно мимикрировали под введённое христианство византийского толка и его книжную традицию ради самой возможности совершать магические действия. Заговоры на основе христианской книжной традиции (происхождения как византийского, включая балканославянское посредство, так и центральноевропейского, в том числе западнославянское посредство) используют библейские имена и сюжеты лишь как повод для изречения «слов». К примеру, в короткой кровоостанавливающей формуле «…ехал Иисус Христос на Иордань, а ты, руда, не кань», за её рамками остаётся сам ветхозаветный сюжет расступившихся вод Иордана, к тому же не перед Христом, а тезоименным Иисусом Навином, а имеет значение лишь уподобление отступивших вод, яркого библейского образа, остановке крови в ране у определённого человека. По мнению Агапкиной, такой заговор, в отличие от апокрифической молитвы, моделирует ситуацию, в чём-то аналогичную прецедентной, библейской, или использующую библейские имена, но не отсылает к ней прямо.
Апокрифические же мотивы заимствовались в заговоры из книжной традиции с ещё большей лёгкостью, так как зачастую несли элементы, перекликавшиеся с местным, «доморощенным» язычеством. Например, кровоостанавливающий заговор использует прецедент распятия Христа, как события для Христа-бога бескровного и безболезненного, чему должно уподобиться состояние заговариваемого человека. Другим примером апокрифического текста в основе заговора является т. н. «Сисиниева легенда», воплотившая магические идеи олицетворения болезней и необходимости выяснения имён данных лиц (называемых то «трясавицами», то «дочерями Ирода») для получения над ними власти, то есть выздоровления. По сюжету легенды, это удаётся сделать некоему Сисинию, которому бог присылает в помощь то архангела Михаила, то всех четырёх первоапостолов. Связанное с Византией происхождение (например, южнославянское) текстов могло служить определённым прикрытием подобного творчества от нападок ревнителей ортодоксии, в силу авторитета религиозной метрополии в глазах властей.
Так же как и канонические, апокрифические тексты, оторвавшись от письменной традиции и попав в устную, с одной стороны, обогащали и разнообразили её сюжетику, а с другой — и сами трансформировались под влиянием господствовавших в устной заговорной традиции жанровых и сюжетных доминант, сохранив лишь намёк на первоисточник, отдельные детали исходного сюжета и т. п.
В этногеографическом аспекте восточнославянская заговорная традиция представлена двумя основными диалектными версиями, сформировавшимися как самобытно, так и в силу целого ряда инокультурных факторов.
Одна из них — это традиция Русского Севера и примыкающих к нему среднерусских областей (замкнутая и своеобразная, при этом не слишком разнообразная по составу сюжетов и мотивов, испытавшая сильное влияние рукописной традиции). Но именно здесь следует искать истоки целого ряда наиболее известных сюжетов, мотивов и формул, считающихся едва ли не «визитной карточкой» русских (и всех восточнославянских) заговоров, таких как мотив сакрального центра «Есть синее море, в синем море есть остров Буян, на острове Буяне есть белый камень Латырь», мотив «женщина на камне зашивает рану», мотив «загрызания грыжи» и ряда других.
В рамках же второй традиции, охватывающей большую часть Украины и Белоруссии, а также южно- и западнорусских областей, в наибольшей степени проявилось западно- и южнославянское влияние, что привело к сосуществованию и активному взаимодействию сюжетов, мотивов и поэтических приёмов самого разного происхождения.

## История исследований
Последовательное научное изучение восточно-славянских заговоров начинается не ранее середины XIX века, что примерно совпадает по времени с исчезновением составов за «колдовство» и «чародейство» из уголовного права Российской империи.
На ранних этапах развития отечественной гуманитарной науки исследование заговорного предания шло рука об руку с собирательской работой. Этнограф-фольклорист И. П. Сахаров, издавая труды по песням, обрядам и преданиям русского народа, впервые познакомил образованное общество и с частью заговорного наследия. В своей собирательской работе по русскому фольклору мимо заговоров не мог пройти и В. И. Даль.
Лингвист и глава русской мифологической школы в этнографии Ф. И. Буслаев первым определил исследование заговорного предания как изрядную научную проблему. Буслаев призывал брать пример с немецких филологов и мифологов «братьев Гриммов», которые, помимо сказок, исследовали знаменитые мерзебургские заклинания, а также древнеанглийские стихотворные заклинания, во многом с заговорами перекликающиеся.
От буслаевской концепции заговора как мифа-молитвы отталкивались впоследствии сразу три научные школы в этнографии и фольклористике: помимо собственно мифологической (к которой также принадлежал А. Н. Афанасьев), ещё историческая (А. Н. Веселовский) и психолого-лингвистическая (А. А. Потебня).
В числе первых обратился к исследованиям заговоров представитель историко-сравнительной школы В. Ф. Миллер. В статье «Ассирийские заклинания и русские народные заговоры» (1896) он попытался отыскать источник русских заговоров в магической литературе, заклинаниях, опираясь на тексты, найденные в клинописной библиотеке ассирийского царя Ассурбанипала.
Сопоставляя русские и асирийские тексты, Миллер установил, что их структура и даже отдельные формулы имеют много общего. Помимо сходства текстов исследователь отметил и многочисленные соответствия в связанных с заговорами обрядах. Но при всей наглядности сопоставлений выводам Миллера недоставало исторического обоснования.
В работе российско-польского лингвиста Н. В. Крушевского «Заговоры как вид русской народной поэзии» (1876 год) мифологическому пониманию заговора было противопоставлено иное: «Заговор есть выраженное словами пожелание, соединённое с известным обрядом или без него, пожелание, которое должно непременно исполниться». После этого определение заговора как пожелания-чары получило широкое распространение среди исследователей. А. А. Потебня, а позже Ф. Ю. Зелинский и отчасти Н. Ф. Познанский фактически перевели вопрос о сущности заговора в плоскость обсуждения сущности сравнения и ассоциации как основной формы заговора.
Хотя у А. А. Потебни и нет обобщающей работы по заговорам, его высказывания и наблюдения, без сомнения, составляют определённый этап в их изучении. Он не только свёл воедино все то, что было высказано его предшественниками, но и выстроил на их основе достаточно стройную и тщательно обоснованную систему.
Определение заговора учёный связывает с указанием на сравнение как на основу формы заговора, который по его мнению является «словесным изображением данного или нарочно произведённого явления с желанным, имеющее целью произвести это последнее».
Таким образом Потебня впервые связал происхождение и особенности формы заговора. Согласно его точке зрения заговоры образовались не из мифа, а одновременно с ним. Следует отметить и ещё одну особенность подхода Потебни — постановку вопроса о взаимоотношении обряда и слова в заговорах. Для мифологов он не представлялся существенным, поскольку они считали, что заговор произошёл от молитвы.
«Сравнение, ассоциации, примета и чара — таковы те основные элементы, из которых психологическая школа строила своё учение о заговорах, характеристику их сущности и определение процесса их развития», — подвёл итог исследованиям заговоров этого периода В. П. Петров.
Отдельного упоминания заслуживает концепция финского фольклориста Вильо Мансикки, согласно которой восточнославянский фольклор не имеет аутентичной основы.
Книга В.Мансикки «О русских заговорных формулах, преимущественно от кровотечения и вывиха» (1909 год) представляет собой разбор многих сюжетов и мотивов восточнославянских заговоров в сопоставлении с западно-/южно- славянскими и германскими заговорами, что позволило автору по-новому взглянуть на историю отдельных сюжетов в фольклорной традиции европейских народов или увидеть корни этих сюжетов в книжной культуре. Вместе с тем эта книга вызвала серьёзную критику (в частности, у Н. Ф. Познанского) за ложное понимание развития заговорной традиции как процесса разложения, деформации и затемнения смысла молитв, пронизанных христианской символикой.
Н. Ф. Познанский опубликовал в 1917 году книгу «Заговоры. Опыт исследования происхождения и развития заговорных формул», посвящённую в основном сюжетике восточнославянских заговоров, которая в свою очередь рассматривалась им в единстве с обрядом заговаривания. Он отрицал свойственное мифологам понимание сущности заговоров и выступил сторонником ритуалистической концепции, объявив заговорное слово элементом более поздним и вторичным по сравнению с «чарой», пожеланием как таковым, то есть элементом, сложившимся на этапе забвения ритуала: заговор, по его мнению, — «это словесная формула, первоначально служившая пояснением магического обряда».
Н. Ф. Познанский, открывая книгу подробным разбором предшествующих ему исследований заговоров, особое внимание уделил преодолению наукой наследия мифологов и, отмечая значение работ Веселовского, Соколова, а также отчасти Мансикки, писал о новом пути исследования заговоров — об их изучении в связи с церковной книжностью, миграцией множества апокрифических молитв через южнославянское посредство и воздействием этого «книжного» элемента на заговоры восточных славян.
Книга Н. Ф. Познанского стала для отечественной науки переломной не только в том, что касается проблемы соотношения «слова и дела» в обряде заговаривания. Важным было и то, что, отказываясь видеть в заговорах преимущественно сравнение и ассоциацию (как это делали Потебня и Зелинский), Познанский выделил в составе заговоров целый ряд других элементов — формулы quomodo «как…» и quomodonon «как не…», заговоры с эпическим элементом, диалоги, магические списки-перечни, а также вспомогательные элементы заговора, такие как зачины и закрепки — и сделал вклад в разбор морфологии заговора, особо остановясь на наиболее распространённых в нём мотивах.
Книга А. В. Ветухова «Заговоры, заклинания, обереги и другие виды народного врачевания, основанные на вере в силу слова. (Из истории мысли)» (1901—1907) была одной из наиболее ранних попыток систематизации восточнославянских лечебных заговоров, предпринятой с опорой на их функциональность, с одной стороны, и сюжетику — с другой. Кроме того, в этой книге собран огромный по меркам начала XX века материал, который и в начале XXI века может быть использован как антология восточнославянских (особенно украинских и белорусских) заговоров.
На протяжении советского периода публикации по заговорному наследию имели эпизодический характер, что в сравнении с прежними временами было явным затишьем. Пиком научной работы в советское время можно считать появление энциклопедической статьи В. Н. Топорова «Заговоры и мифы» в 1-м томе «Мифов народов мира» (1980 года) и выход в 1981 году обобщающей статьи В. П. Петрова ещё довоенного времени, посвящённой исследованию заговоров.
Возвращение заговоров в научный дискурс в 1990-х сопровождалось не только переизданием старых собраний русских, украинских и белорусских заговоров, но и выходом в свет двух справочных изданий Кляуса и Юдина, также целого ряда других коллективных и монографических исследований. Исследование заговоров постепенно приобрело междисциплинарный характер, став объектом изучения представителей разных гуманитарных направлений, не только фольклористов, но и лингвистов, медиевистов, этнографов и т. д.
Выявленные сложные взаимоотношения и связи заговорного слова, а также места, времени, предметов для совершения сопутствующих ему обрядовых действий, заставили взглянуть на заговор как на комплексное явление традиционной культуры.

## Обрядовая составляющая

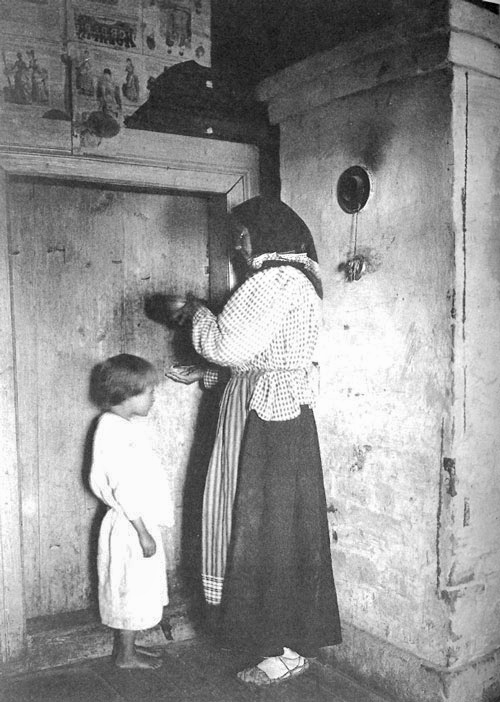
Знахарка «лечит» ребёнка заговорённой водой. 1914

Для многих заговоров обязательным требованием было «отчинять», «причитывать» их на утренней или на вечерней заре (для некоторых многодневных обрядов — троекратно на одной за другой, начиная с утренней). В заговорах присутствует числовой код. Имеются примеры глоссолалии — например, заговор от змеиного укуса «Ози, озось, озна».
Судя по сохранённым в изустной части заговорного предания многочисленным архаичным обстоятельствам времени, связанным с месяцем, в обрядовой части издревле уделялось немалое внимание фазам Луны. К примеру, записанный в XIX веке в Тобольской губернии заговор «на добрые дела» должен трижды читаться на молодой месяц.
Как отмечают исследователи, особенностью заговора является соединение в нём вербального и акционального компонентов: «вещного» слова и «дела». К типичным действиям относятся: обливание, кропление, умывание, натирание водой, наговаривание на воду, сплёвывание (часто через левое плечо), намазывание маслом больного места безымянным пальцем, дутьё на рану, облизывание, размахивание руками и т.д.
Наговоры производились на разнообразные вещества и предметы — на воду, воск, соль, пищу, а также на шейные кресты.
По поверьям русских, знахарка или знахарь утрачивали свои профессиональные способности, как только у них выпадали зубы. В записях этнографов и фольклористов второй половины XX — начала XXI веков многократно фиксировались собственные ощущения «знающих» в связи с подобными обстоятельствами: утрата зубов и жизненных сил вообще неминуемо приводит к утрате и магической силы. Даже если знахарка теряла всего один или два зуба, из её практики сразу выпадало лечение довольно большого количества болезней, при котором требовался такой существенный профессиональный приём, как загрызание зубами.
Известны, однако, случаи, когда беззубая знахарка для прибавления своим действиям верности и магической силы во время лечения и произнесения заговора брала в рот предметы, наделённые в традиционном сознании признаком силы и крепости, — нож или монету. Переставали практиковать и ослепшие знахари и знахарки, что также объяснялось утратой магической силы. О таких в народе говорили: «Ни зуба во рте, ни глаза во лбе».

## Основная заговорная операция и помогающая сила
Заговор предполагает сродство разведённых формальной логикой явлений, которые он, тем не менее, решается сопоставить и, значит, сблизить. Этой задаче служит в заговоре вся сфера «подобного». Отчеканенные и вполне институционализированные формулы-параллелизмы или такие приёмы как quomodo или quomodonon образуют лишь вершину огромного айсберга этой сферы «подобного», пронизывающего весь заговор.
Физической проекцией этой идеи сближения (последовательного обнаружения сродства-подобия) и соединения, первоначально разъединённых и разведённых до предела объектов, выступает в заговоре образ пути и совершающегося по нему движения. В «слабых» случаях с этого мотива заговор начинается, в «сильных» — он проходит насквозь через весь заговор. Начало метафорического пути-движения от исходной недостачи к финальному её восполнению — большая часть всего дела.
Онтологичны и заговорное слово, и заговорное знание, в слове воплощённое. Носитель слова в заговоре — «добрый молодец», его заказчик, чьё слово воспроизводится исполнителем заговора.
Вследствие распространения христианской культуры, в русских заговорах нередко обращение к христианскому Богу («Исусу Христу») или святым («матушке пресвятой Богородице» — например, при родах, «святому Власию» — для успешного животноводства), что приближает заговор к молитве.
При этом в славянских мифопоэтических текстах языческие и христианские персонажи часто оказываются взаимозаменяемыми. Так, в вариантах одного и того же заговора высшей силой, к которой обращается человек, может являться и «Пречистая мати Богородица», и «Заря-заряница красная девица».
Особый задел представляют безадресные заговоры, когда идёт представление волшебного места: «на море-Окияне, на острове Буяне, лежит Алатырь-камень», после чего добавляется формула quomodonon «как на нём нет, так пусть и у (имярек) не будет».
Духи зла, бесы, демоны, болезни (даже когда они персонифицированы) в заговорном пространстве лишены слова, немы, а если слово и вкладывается изредка в их уста, то в основном в силу диалогической инерции, как вынужденный ответ (или реплика) на вопрос «словесноодарённого» персонажа.
Зловредному делу отрицательных персонажей в заговорном мире противостоит слово-дело благое, целящее, душеспасительное. Поэтому заговор как спасительное средство внутренней формой собственного обозначения отсылает к слову (говоримому), к речи (равно как и менее распространённые названия заговора, такие как наговор, слово, заклинание, шептание и т. д.).
Заговорное слово сродни заговорному миру — макро- и микромиру, телу: как и они, оно «крепко и лепко», то есть сочетает в себе твёрдость, устойчивость, прочность с гибкостью, подвижностью и пластичностью и, следовательно, в известной степени выступает как иконический образ мира и человека, его тела, обладающих той же «крепкостью-лепкостью».
Это слово благое и спасительное, и как знак блага и спасения оно в заговоре стремится излить всю полноту своих смыслов, всю свою творческую энергию, многократно воспроизводя себя в разнообразных видах повторов, вариаций, этимологических фигур, анаграмм и других «словесных» игр.
Таким образом именно Слово видится в заговоре высшей из возможных энергий, способной преодолеть энтропию, и развернуть любое происшествие к негэнтропийному полюсу.

## Структура текста
Несмотря на своё разнообразие, заговоры имеют общую структуру: задел, желание, закрепление.
1) «Задел» или «зачин» — вступительная часть, которая подразумевает мысленное путешествие с представлением помогающей силы: «На море, на Океане, на острове на Буяне, лежит бел, горюч камень Алатырь»; или: «Стану благословясь, пойду, перекрестясь, из избы дверьми, из ворот воротами, на широкий двор, в чисто поле. В чистом поле…»
«Тёмные заговоры», напротив, строились на отрицании: «Стану не благословясь, пойду, не перекрестясь, выйду не этими дверьми, выйду подвальным бревном, выйду я мышиной тропой, выйду в дальний восток, там стоит тын…»
2) Желание, которое оформляется в сравнение по принципу quomodo либо quomodonon («как…, так…»): «Как на ложках вода не держится, так на рабе Божьем (имя рек) испуг чтоб не держался».
3) Закрепление заговора («закрепка») или «ключ», а также «замок», «замыкание». Пример: «будьте слова моя крепки и лепки до веку; нет моим словам переговора и недоговора; будь ты, мой приговор, крепче камня и железа…» или «замыкаю свои слова замками, бросаю ключи под бел горючь камень алатырь; а как у замков смычи крепки, так мои слова метки…», «Слово каменное, замок железный. Кто тот замок изгложет, слова мои переможет. Так быть сему!», «тем моим словам ключ и замок». С помощью святых: «Укрепит твои верные слова сам Господь Исус Христос. Во веки вечные. Аминь»; или: «Мои слова крепки и лепки. Будь по-моему. Во имя Отца и Сына и Святого Духа! Аминь!»
Все заговоры бывают: 1) с различными действиями и обрядами; 2) без обрядов — только в произнесении слов.
Большинство северорусских заговоров начинается словами: «встану я раб Божий, благословясь, умоюсь водою, росою, утруся платком тканым, пойду перекрестяся, из избы в двери, из ворот в ворота, на восток…» и оканчивается закреплением: «будьте слова моя крепки и лепка до веку; нет моим словам переговора и недоговора; будь ты, мой приговор, крепче камня и железа…» или «замыкаю свои слова замками, бросаю ключи под бел горючь камень алатырь; а как у замков смычи крепки, так мои слова метки».

## Мифологический целительский центр
«Мифологический центр, в котором находится некто, осуществляющий целительские функции, или тот, к кому обращаются с просьбой о помощи/изгнании недуга» является одним из основных сюжетообразующих мотивов восточнославянских лечебных заговоров.
Мотив мифологического центра известен всем восточным славянам, но неизвестен в заговорах западных и южных славян. Более всего заговоров с этим мотивом зафиксировано в русской традиции.
Близкие к заговорам варианты образа мифологического центра присутствуют в сказках, былинах, духовных стихах и других жанрах, ср. в исторической песне о Ермаке из Сборника Кирши Данилова: «На славной Волге-реке, / На верхней изголове, / На Бузане-острове, / На крутом берегу, / На желтых рассыпных песках / А стояли беседы, что беседы дубовыя, / Исподернуты бархотом. / Во беседочках тут сидели атаманы казачия…»
Сакральный центр мира подразделяется на три уровня мифологического пространства:
Первым кругом концентрически устроенного мира иного чаще всего оказывается море, река или город…
Второй областью, следующей за морем, обычно является остров (или сразу камень). Эквивалентна ему и часто его заменяет (особенно при отсутствии упоминания о море) гора (или горы).
Наконец, третий, центральный локус сакрального мира представлен множеством всевозможных объектов, из которых именами собственными могут обладать камни, деревья, изредка — церковь.
При описании путешествия в сакральный центр мира его своеобразным преддверием, следующим сразу за «дверьми» и «воротами» обжитого мира заговор прежде всего называет чистое поле (часто вместе с тем же морем).
По мнению Юдина, чистое поле как традиционный элемент заговорного зачина не является самостоятельным локусом, это скорее «переходная область между мирами». О нефиксированности, неточечности «чиста поля» в сакральном пространстве говорит и Агапкина, предлагая рассматривать его как абсолютное пространство (по масштабу равное земле или стороне света).
Поэтому можно свести взаимноперетекающие друг в друга вехи достижения центра мира в два обобщённых уровня:
Первый уровень
Первый уровень — протяжённая ландшафтная зона, в рамках которой осуществляется действие. Это: море (море-океан, океан, океан-озеро) и поле (чистое поле, широкое поле, пресветлое поле), редко — лес (бор, дуброва) и некоторые другие. В севернорусской традиции на первом рубеже может фигурировать сторона света: восточная сторона, восток. Все эти зоны — бесконечные и непреодолимые, удалённые от человека.
Иногда ландшафтные зоны первого рубежа (море, поле, лес) дополняются или даже подменяются крупными ландшафтными объектами, маркирующими некую «точку» внутри такой зоны. К таким объектам относятся остров, гора, курган, река и некоторые другие.
Остров в большинстве случаев имеет название Буян: «На море на Кияне, на острове Буяне, стоят мосты калиновы, на мостах стоят дубовые столы, на столах сидят девицы — белые царицы. — Вы, девицы, белые царицы, берите иглы золотые, вздевайте нитки шелковые, зашивайте раны кровавые…» (саратов.). «На море-окиане, на большом Буяне стоит дуб, стара-дуб, под этим дубом, стара-дубом, лежит камень Белороб, на этом камне Белоробе сидит змей-Скоропей…» (орлов.). Из других имён собственных у островов встречаются: Обоян остров (полтав.), Кем остров (с.-рус.), Гоян остров (житомир.), Остроян остров (калуж.), Бобер остров (архангел.), а также Океан остров, Кеян остров, Э(Е)киян остров (преимущественно севернорусские).
Гора встречается в основном в южной и западной частях восточнославянской территории. Более чем в половине случаев гора имеет имя собственное: Сиянская гора (а также Сиян(ь)-гора, Осиянская гора, Есианская гора, Восиянская гора); Сион (Сионская гора, Осионская гора, Сивонская гора); Саянские горы; Вертеп гора (олонец., нижегород., костром., донск., гомел.); и единичные: Кыянская гора (бел., вероятно, от океан-моря), Высолянская гора (подол.); Масиян гора (витеб.), гора Арарат (ю.-рус.), гора Виртихач (ю.-рус.), гора Юра (ю.-рус.), Бошовинская гора (олонец.), гора Сутеж (нижегород.), Ильмень гора (каргопол.). Характерные эпитеты горы: крутая гора, а также единичные: белая гора, высокая гора, гора крестом. Пример: «Во имя Отца и Сына и Святого Духа. На горе Вертепа стоит престол, на престоле Владычица Богородица. В руках держит меч, сечет рак и корни его у раба Божия <имя рек> в белом теле…» (костром.).
Курган встречается нечасто, причём исключительно в южнорусской и белорусской зонах. Обычно это высокий курган, а также остров Курган. Пример: «На море на океане, на высоком кургане стоит дуб-скородуб. Под тем дубом-скородубом лежит камень-белорус. Под тем камнем белорусом лежит змея-скорупеха. Посвистает, покликает всех змееночков-казюленочков…» (калуж.)
Река имеет имена собственные: Иордан (Иордан река, Ордан река, Ярдань река, Ирдань река); фольклорные — река Смородина, огненная река, из реальных топонимов — река Онега, а также речка Сиян, Микидзян река; или с эпитетами — речка зелёная, речка быстрая.
Город встречается в заговорах, несущих следы книжного происхождения (тип «Сисиниевой легенды»), а также в южнорусских и белорусских источниках: «Во гради Вавилони на гаре стоить мати Божйя царица и держыть меч острый — сеч, сичет востропаличискую язву, сибирскую, балючию…» (донск.). Город всегда имеет имя собственное: Иерусалим, Вавилон, Киев, Асат, Асаф. Скорее всего, город проник в заговоры из рукописной традиции. Сочетание город Иерусалим — гора — камень, кроме заговоров, известно в русских былинах о Василии Буслаевиче, где он отправляется в Иерусалим и там на Фавор-горе, на камне Латыре принимает свою смерть.
Из других географических объектов первого уровня, единично известны озеро (чистое озеро, святое озерце, океан-озеро), поляна, дорога (широкая дорога), межа, сад.
Второй уровень
На втором уровне исследуемого мотива располагаются сакральные культовые объекты: природного происхождения (дохристианские) — камень, дерево/куст, или рукотворные (христианские) — церковь, монастырь; довольно редко бытовые (мирские) — дом, хата, гридня. По мнению Б. Проценко: «…Главным местом лечения являются море-океан и остров Буян. А далее предлагаются два варианта: в одном на камне Алаторе действуют персонажи языческого происхождения, в другом — на острове Буяне обнаруживается церковь (или её аналог), в которой врачуют христианские святые».
Камень — чаще всего встречаемый объект второго уровня. Имена собственные камня чаще всего типа (а)латырь камень Наиболее популярными вариантами этого типа названий являются: Латы(а)р(ь), Алатырь камень и Златырь камень, а также те же имена, но с эпитетами бел, горячий, злат и др. Другие варианты единичны: Ладонь камень (вологод.), латыш камень (олонец.), камень Латый (олонец.), Лазырь камень (олонец.), Латан камень (вятск.), Алатын камень (нижегород.), Алтарь камень (саратов.), камень Латра (калуж.), Лакирь камень (гомел.), белый камень Лагир (гомел.), Латрий камень (гомел.).
Наиболее массовыми эпитетами являются белый камень, серый камень, синий камень, злат/золотой/злачен(ый)/злачий камень, горюч(ий)/горячий/горящий камень. Сочетания слова камень с этими эпитетами значительно более многочисленны, нежели варианты типа Алатырь камень. Возможно это свидетельстует о достаточно позднем происхождении и вхождении в заговоры имён собственных (типа остров Буян, море Океан, камень Алатырь).
Иные имена собственные и эпитеты слова камень двольно редко встречаются: акимский камень (архангел.), Лип камень (олонец.), Кем камень (олонец.), камень Буйло (саратов.), камень-белорус (калуж.), камень Белороб (орлов.), шеп-камень (онеж.), дрегучий камень (< дрег ‘якорь’, олонец.) и камень-якырь (псков.); камень в сорок саженей глубины (гомел.); булат камень (гомел.), черный камень, большой камень, площатый камень (то есть «плоский, расплющенный», калуж.), червоный камень (киев.), дьямен («алмаз»; гомел.) и т. п.
Дерево чаще встречается в южнорусских, белорусских и украинских фиксациях. «На морйе, на лукаморйе стаит дуб, на том дубу залатая кара. Пад тым дубам лежать тры хорты. Рьябель — лизь, серый — лизь, чэрный — лизь, шоб у <имя рек> зрель открылась» (чернигов.; от бельма). Дерево встречается в большем количестве вариантов, нежели камень, однако почти половина этих случаев приходится на заговоры от укуса змей, в которых отдаётся предпочтение дереву как месту обитания царя змей.
Чаще всего в заговорах деревом является дуб — самое популярное дерево в восточнославянских заговорах (в том числе лечебных). Названия: дуб Трикосень (архангел.), дуб Вартынский (брянск.), дуб Прокурон (гомел.), дуб Якуб (гомел.), дуб Ивала (гомел.), дуб Евгим (укр.), дуб Мильян (смоленск.), дуб Мельлянов (гомел.), дуб Ракитан (гомел.), дуб Буян (нижегород.), дуб Волынский (саратов.), дуб Касткатин (нижегород.). В заговорах от лихорадки, восходящих к вариантам Сисиниевой легенды, известны также дуб Маврикийский (ярослав., полтав., саратов., в том числе рукоп.) и дуб Мокрецкий (олонец., нижегород.).
Эпитеты характеризуют дуб по различным признакам:
- по цвету, свежести и возрасту — дуб зелёный (гомел., житомир., киев.), дуб чёрный (чернигов.), золотой дуб (харьков.), дуб с золотой корой (чернигов.), дуб с серебряной корой (бел.), сырой дуб (олонец., нижегород., орлов.), стар(ый) дуб (архангел., гомел.), сухой дуб (укр., гомел.);
- по форме кроны, ветвей и пр. — дуб на двенадцать или тридевять ветвей (гомел., могилёв., витеб., чернигов.), дубище с сучищем (орлов.), дуб какатистый (ветвистый), дуб коренистый (гомел.), дуб кошлатый, гильятый (ветвистый) (укр.), дуб на трех коренях (чернигов.), дуб корьков (гомел.), дуб кряков (архангел.), дуб гнилой дупленястый (гомел.), дуб рогатый дупленятый (гомел.), дуб кургановатый (гомел.), дуб кресловатый (укр.);
- по мифологическим свойствам — дуб кверху коренями (саратов.), три дуба вниз ветвями (донск.), дуб-скородуб (калуж.), дуб скородуб в 700 верхов (брянск.), дуб-стародуб (калуж.).

Другие деревья:
- груша — груша белая (гомел.), колючая груша (житомир.), золотая грушка (минск.);
- яблоня — яблоня золотая (гомел.), яблоня кокотистая (гомел.), яблоня с тридевятью верхами, коренями и кокотами (гомел.);
- липа и липовый куст — липа Матруна (гомел.);
- ракита и ракитовый куст;
- береза — белая береза (олонец., вологод., костром., гомел.), белая береза вверх коренями (донск., пензен.);
- верба, ива — золотая верба (гомел.), верба с золотой корой (гомел.);
- явор;
- а также кипарис, сосна, вишня, ель, осина, калина, ясень, сухое дерево куст, дерево, побитое громом, лихой куст, древо карколист (рус.), три высоких древа — Петрий, Хитрий и Кипарис (воронеж.), дерево Тенериф (воронеж.), кіт древо на 100 верхов, корней и какатов (гомел.) и др.[55]

## Космология и космогония
Содержание славянских заговоров воссоздаёт многие составляющие архаической картины мира, в том числе элементы космологических и космогонических представлений (горизонтальная и вертикальная модели мира, центр мира, ось мира, мировое древо, земная твердь среди моря, небесные светила; мотивы распада и возрождения мира и т. д.) и мифологии (морской царь, змея, персонифицированные образы высшего и низшего мира), представлений о человеке-микрокосме (болезнь как космическая катастрофа и излечение как восстановление мирового порядка), о его телесной субстанции и физиологии, о его месте в мире и связях с другими элементами и существами и многое другое. Славянские заговоры раскрывают также характер взаимодействия древнейшей, мифологической и позднейшей, христианской моделей мира.

## Схожие представления у неславянских народов России и мира
По мнению В. Н. Топорова, богатство русской заговорной традиции даёт основание считать её достойным представителем «мировой» заговорной традиции: всё, что применимо к русскому заговору, в значительной степени относится к заговору вообще, к заговору как таковому.
Вне русскоязычного и восточнославянского контекста понятия заговоров и заклинаний сближены до полной взаимозаменяемости у самых разных народов, что позволяет предполагать их сущностное тождество для всего человечества (например, немецкое «цаубершпрух» нем. Zauberspruch, букв. «волшебная речёвка», которое может переводиться на русский язык и как «заговор», и как «заклинание»).
В том или ином виде обряд заговаривания обнаруживается и вне восточнославянской (и славян вообще) традиции у многих народов России и мира. Ниже следуют примеры отдельных «иноэтничных» проявлений веры в возможность наговаривать/заговаривать (задействовать словом) сверхъестественные явления.

### Алтайско-теленгитские заговоры
Наряду с заклинательной песней, благопожеланием (алкыш), проклятием, приметой фольклористы выделяют в скотоводческой поэзии народов Алтая и жанр скотоводческих заговоров. По представлениям алтайцев существует общность женского и материнского начала для всех живых существ, поэтому ряд аспектов скотоводства имеют женскую специализацию. Например, обряд заговаривания доверяется женщине в случаях отказа самки принимать и кормить новорождённого детёныша, или если пала корова, кобыла, овца и нужно заставить другую матку принять её потомство, или, наоборот, погиб молодняк и корове нужен телёнок для полноценной лактации (алтайцы, как правило, доят корову с припуском телёнка до и после доения, называя его «алтайским способом» и отличая его, таким образом, от «русского способа» доения — без припуска телёнка).
Хозяйка скота обращается к своим старшим родственницам, маме и бабушке, и к старшим родственницам мужа, свекрови и бабушке. Совместными усилиями все собравшиеся мамы принуждают матку принять приплод. К числу важных магических практик относится принуждение к принятию новорождённого детёныша в случае отказа матки кормить его. Согласно представлениям теленгитов, самка отказывается кормить детёныша не просто так, «её заставляют так поступить враждебные человеку духи». С целью противодействия злым духам и поются заговоры, которые по представлениям алтайцев «обладают огромной силой воздействия — после исполнения заговора самка не только начинает кормить детёныша, но и в дальнейшем никогда не отказывается от новорождённых».
Для каждого вида скота имеются определённые звукосимволические слоги. Теленгиты Кош-Агачского района «поют заговоры овце, козе, корове, яку, лошади, верблюдице», причём для каждого животного скотоводческая культура строго закрепляет определённые «внеязыковые слова-символы»: тпро[у] — за овцой; ча-чу — за козой; коу[у] — за коровой и яком; кру — за кобылой; дууш — за верблюдицей. Эти звуки/слова-символы сопровождаются действиями: поглаживанием самки, обращением к ней с устыжением и уговариванием, просьбой «одуматься» и принять малыша, вылизать новорождённого и накормить его. Нарочно собравшиеся женщины поют заговоры, разговаривают с самкой, периодически повторяя звуки-символы, строго закреплённые за каждым видом скота. Этот рефрен выступает основой «текста» заговора. Мелодия заговора схожа с колыбельными, и потому обстановка [непрерывное пение, звукосимволический рефрен, успокаивающая мелодия, поглаживания, речь] располагает животное к спокойствию и к тому, чтобы начать вылизывать приплод. Одновременно с пением, поглаживанием, уговариванием к самке подталкивают детёныша, который издаёт жалобные звуки. На хвостик и под хвостиком, по хребту новорождённого животного мажут выдоенное у самки молозиво, смешанное с солью. Запах собственного молока в сочетании с запахом соли привлекают животное, вследствие чего она начинает постепенно вылизывать детёныша и допускает до вымени. Ягненку, к примеру, периодически подносят к носу состриженный клок шерсти матери. Иногда даже, помимо молока и соли, ягнёнка мажут кровью матери, для чего ударом по носу овцы вызывают кровотечение. Вся процедура длится до тех пор, пока самка не примет своё чадо.
Мелодия заговоров принуждения самки к материнству схожа с мелодией колыбельных у указанных народов, что наталкивает исследователей на мысль о том, что колыбельные песни, по сути, являются заговорами со всеми характерными для этого жанра параметрами. Как отмечает исследователь Н. М. Кондратьева, колыбельные песни, записанные у алтайцев-теленгитов, исполняемые женщинами как песни, а мужчинами — горловым пением, — содержат звукосимволические слова-символы обой, увай, бай и др., призванные успокоить ребёнка точно так же, как и слова-символы обращения к молодняку домашней живности. До этнографической современности молодняк в холодную погоду содержался в юртах, в жилище человека. Ягнята, телята, козлята, жеребята, проведя самые морозные дни и ночи в жилище человека, питаясь молоком из соски, привыкали и к звукам человеческой речи, и к мелодиям колыбельных, и к запаху хозяев. Исполняя заговор принуждения на мотив колыбельной, группа женщин своим пением, несомненно, успокаивала самку и приплод, а звучащие рефреном звуки-символы, «понятные» животному, вероятно, способствовали пробуждению в ней материнского инстинкта. По мнению Кондратьевой, связь между заговорами и колыбельными заключается в «магическом утверждении, сохранении правильного, законного, освящённого традицией порядка вещей», поскольку они «призваны снять стресс, успокоить объект своего воздействия, стабилизировать ситуацию». В обряде заговаривания у алтайцев нет выделения только словесных либо только обрядовых составляющих. Слова без действа, как и действа без сопровождения слов, не бывает.

### Англосаксонские заклинания
Содержание древнеанглийской поэзии, в той её части, которая наиболее близка к фольклору, отражает веру в «волшебные свойства» языка. Двенадцать сохранившихся заклинаний на староанглийском языке представляют собой не просто наделяемые волшебной силой слова, но и описания действий, которыми должны сопровождаться некоторые из них (например, заговор на прилучение отроившихся пчёл).

### Башкирские заговоры
Объектом научного внимания жанры магического фольклора башкир (заговоры, заклинания) стали в XIX веке. В трудах А. Инана описаны заговоры змей, хищных птиц. Классифицируя эти жанры башкирского народного творчества, один из первых фольклористов Г. Вильданов относит их к «им-том» (народное лечение) и «ишаныу» (верования), даёт образцы заговоров болезней ушных раковин (татран), упоминает об обряде призывания кот (благополучия) и лечения тредушия (ойсян).
В наибольшей системности, полноте описаний многообразного репертуара заговоры представлены в работе Ф. Г. Хисамитдиновой «Башкорттарзын им-том китабы» («Книга башкирских заговоров»).
В состав этого репертуара входят прозаические и стихотворные заговоры (арбау), заклички (сакырыу) дождя, ветра, кута, солнца и др., харнау (обращение к духам предков, силам природы, божествам). Особую часть магического фольклора составляют приговоры (эйтемсе), присказки (эйтем), приметы (ырым), толкование снов и событий, гадания-хынау (по костям, звёздам, камням), способы народного лечения (им-том) — преимущественно работающие в единстве слов, действ и напевов.
Классические формы исполнения заговорно-заклинательного репертуара соединяют миф + слово + действо + (отчасти) напев; каждый из компонентов связан с архаичными реалиями, обусловившими особенности функций, лексики, способов отправления. Для заговора опухоли, например, необходимо соблюдение ряда условий: яйцо курицы, необходимое для лечения, должно быть снесено в среду, вода взята перед рассветом на убывающей луне, больной одет в старые одежды, приходить на «сеансы» натощак, до и после никому не говорить о цели своего визита (тем более результатах лечения). В комплексе осуществляются манипуляции с предметами, которые выказывают яркое ассоциативное, миросозерцательное мышление целителей: болезнь «переносится» на чётное число ненужных вещей, как например, ломаные расчёску, иголку, выпавшие волосы, ногти, битые стёкла, ржавые гвозди и пр.; оставляя болезнь где-либо на перепутье, уходят, не оглядываясь и бросая за собой поперёк дороги семь (при тяжёлой хвори девять) прутьев, предварительно освящая их молитвой — так проводится невидимая граница между миром этим и другим.
Примечательны знания о духе: так, части тела (ногти, волосы и пр.), являющиеся хранителями парциальной души, «уносят» с собой болезни, а смертоносная символика ломаных вещей провоцирует, по логике магии подобия, такой же эффект; среда в народных верованиях считается благоприятным днём для целительских актов.
Заговорный характер имеют алгыши (благопожелания) и каргыши (проклятия), в своих истоках предусматривающие функции особого воздействия магизма слова, а также подчинение и созывание добрых (алгыш) или злых (каргыш) сил. Теляк как благопожелание сосемантичен с алгышем с тем отличием, что отчитка теляка была связана с жертвоприношением, и даже заменяла его.
Данные слова, предполагающие особые цели воздействия и практической отдачи, формируют заговорно-заклинательный репертуар сакральных способов связи с божествами, сверхъестественными силами и стихиями Природы. У башкир творцами и передатчиками новым поколениям этих тайных знаний являлись особо одарённые, обладающие изрядными способностями владения Словом, действом, напевами, телодвижениями избранники — баксы (то есть, шаманы, как и у казахов, киргизов, туркмен).
Повелительное обращение любого рода (заговоры, заклинания, алгыши и др.) восходит к представлению о наличии «хозяина» космических сфер, болезней, природных стихий и так далее.
Эйя (хозяин, владетель) у башкир созвучен, сосемантичен с алтайским, калмыцким «эзи», бурятским «эжин», якутским «иччи».
Основным в магическом фольклоре башкир является жанр арбау (заговор) — понятие, восходящее к общему и главному значению «колдовать».
Жанр арбау представляет собой сакральный обрядовый акт с приложением самых разных функциональных компонентов и обнаруживает сходство с жанром харнау (архаичная форма обращений к духам предков, Природе, соединяющая слово, действо, напев). В отличие от арбау, предполагающих собственные волевые усилия по ослаблению враждебных, болезнетворных, как невидимых, так и видимых, сил, харнау предусматривает обращение за помощью к духам предков, природным силам.
Последовательность отправления арбау, и всех заговоров (отчасти и закличек) такова:
1. Обращение к помощнику-духу, призывание по имени: «Эй дух! Дух воды!» Или: «Коркот ата! Помоги!».
2. Предоставление сведений о себе (баксы заявляет о своей личности, возможностях): «Я Иртыш переплыл! Я Идель переплыл!» или «Ты змея, сильнее тебя я, змея!»
3. Изъявление причин, вынудивших обратиться к божествам — описание болезни. «От того (имярек) человека душа улетела» или «На том (имярек) сглаз есть. Надо лечить его».
4. Просьба — конкретное описание требуемых действий «Верни кут! Верни силы!» или «Вылечи грыжу!», «Татрана прогони».
5. Волевое отгонное воздействие: «Откуда пришла — туда иди!», «Кто наслал — к тому вернись!»
6. Ожидаемый результат подаётся как свершившийся факт: «Исцеляется, исцеляется!», «Вон, убежал, убежал! В поле исчез, в воде утоп».
7. Заключительное слово «Не я исцелил — Аллах» и возблагодарение духов, стихий «Тебе — платок, мне — здоровье».

Подобным образом структурированы не только арбау, но и все башкирские заговоры, видоизменяясь лишь в зависимости от целей магического акта и полноты знаний целителя.
Большая часть заговоров бытует уже в усечённом виде, так как, ввиду ослабления верований в духов, магию слова (телодвижения, дыхания, предметов и пр.) заговорные акты выпадают из практики или переживают внедрение исламских элементов. Например, формулы обращения к духам, божествам заменяет просьба о благословлении к Аллаху на проведение лечебных, целительских процедур. В текстах выпадают обращения к покровителям рода и возникают исламские святые. Такие особенности проявляются в творчестве сельских целительниц имсе, арбаусы, которые на начало XXI века присутствуют ещё почти в каждой заселённой башкирами местности.

### Бурятские заговоры
Поющиеся скотоводческие заговоры, широко распространённые во многих тюркских и монгольских культурах, у бурят сохранились до начала XXI века. Они представляют собой живую, хотя и постепенно уходящую в прошлое из-за смены традиционного хозяйственного уклада обрядовую традицию. В настоящее время её носители − в основном люди, много лет проработавшие пастухами, чабанами, доярками и ветеринарами.
Заговоры направлены главным образом на сохранение приплода скота и обязательно поются в тех случаях, когда самка - овца, корова, коза, лошадь или верблюдица - отказывается кормить своего новорождённого детёныша. Этнические названия заговоров производны от внеязыковых слов-символов, связанных с конкретным видом домашних животных: тойго / тээгэ / тэга с овцой, оог с коровой, шууга / шуу с козой и хури с кобылицей.
Наиболее хорошо сохранились и явно преобладают в традиции заговоры овцы тээгэ. Это связано, по-видимому, с большей хозяйственной значимостью овцеводства в культуре бурят и тем, что овца чаще самок других домашних животных отказывается от детёныша или чаще гибнет во время весеннего окота.
Люди, много лет проработавшие чабанами, описывают этот обряд следующим образом. Отлавливали овцу, которая не даёт сосать ягнёнку, держали её правой рукой за шею или гриву, ягнёнка обхватывали левой рукой под живот и подавали матери под голову, чтоб понюхала. Детёныша желательно было намазать материнской слизью или молоком. Потом, держа правой рукой овцу за заднюю ногу, подкладывали ей под вымя ягнёнка, давали ему в рот сосок и пели «тээгэ». Так можно было привадить овцу не только к своему, но и к чужому ягнёнку, мать которого погибла.
Менее распространены заговоры коровы оогылха. Они поются не только для коровы, отказавшейся от телёнка, но также для успокоения её во время доения. Кроме того, зафиксирован ещё один способ проведения направленного на корову обряда с исполнением оогылха: её надували через специальный мундштук, чтоб она снова пережила процесс рождения телёнка и почувствовала сопровождающие его муки.
Протяжённость исполнения заговоров (соответственно, и длина произведений) зависит от того, как скоро животное признаёт малыша – быстро либо через день-два. Самка должна быть непременно растрогана пением заговора. Д.С. Дугаров пишет: «Наши информаторы говорили, что когда искусная певица пела «тээгэ», то уже после первых же строф песни-заклинания овца заметно настораживалась, блея, обнюхивала ягнёнка и подпускала его к вымени. Некоторые даже утверждали, что если «тээгэ» исполняла настоящая талантливая певица, то на глазах овцы навёртывались слёзы».
В этнографической литературе встречаются сведения и о других звуковых средствах воздействия на самок домашних животных, эквивалентных исполнению заговоров. Учитель и краевед Лодон Линховоин в работе «Заметки о дореволюционном быте агинских бурят» так описывает способ приваживания верблюжонка к верблюдице: «Били ножкой от бараньей туши по порожней чугунной чаше или водили палочкой по кругу колокольчика, и он издавал певучий звук. После такого «музыкального» воздействия верблюдица начинала издавать протяжные рыдающие звуки, нюхать верблюжонка, роняя крупные капли слёз, и затем подпускала его к соскам».

### Ведийские заговоры
В ведийской традиции процесс говорения-деяния и его результат слово-дело и составляют самую основу заговора, его суть. Ряд ключевых текстов из «Атхарваведы» и «Ригведы», не принадлежа к жанру заговоров и не касаясь каких-либо частных тем, связанных с заговорами, относятся к сфере оснований заговорного словесного действа вообще и трактуют все конкретные заговоры как нечто единое, целое и общее.
В этой связи показателен текст, открывающий «Атхарваведу» — и обозначаемый обычно «На сохранение / удержание / Священного Знания».
Начальное положение в огромном собрании заговоров «Атхарваведы» само по себе даёт основания заключить об особой роли именно этого текста, но есть и дополнительные связи:
1. Внетекстовые связи.
Начальный текст «Атхарваведы» используется в обряде «порождения мудрости» (медхаянана). Более того, он сам по себе, будучи рецитированным, образует некий ритуал воссоединения с «сокровенным», со Священным Знанием, и получения гарантий на сохранение-удержание этого Знания.
В книге VI «Атхарваведы» имеется текст, представляющий собой уже заговор на приход Мудрости, которая как раз и открывает доступ к Священному Знанию, составляющему тему начального текста всей «Атхарваведы». Заговор на Мудрость (медхадеватья-) состоит из призыва к ней появиться, войти в произносящего этот заговор и всех тех, для кого он произносится, определения того, какую именно мудрость призывают, и заключительный заклинательный стих.
2. Текстовые связи.
2.1. Первый текст «Атхарваведы» соотносится с последним текстом первой книги «Атхарваведы», который представляет собой заговор на долгую жизнь, используемый в ритуалах на счастье и на силу.
Поэтому первый и последний тексты I книги «Атхарваведы» вполне могут рассматриваться как единая рамка, которая заключает внутри себя всё то, что имеет отношение к долгой жизни и к тому Священному Знанию, которое учит, чего надо избегать и к чему нужно стремиться, чтобы эта долгая жизнь состоялась. Оно предостерегает от болезней, зол, несчастий, несправедливости, дурных знаков, колдунов и колдовства, врагов и их оружия, демонов, гнева богов, то есть того, что препятствует долголетию. И оно же определяет то, что способствует долгой жизни — счастливое рождение, сладкая (буквально — «медовая», элемент мадху- является сквозным для последнего текста I книги «Атхарваведы») любовь, успех и процветание, стечение богатств, защита богов и божественных стражей стран света, вождя, благословения и т. п.
2.2. Первый текст «Атхарваведы» соотносится с последним текстом всей «Атхарваведы» («На помощь богов»), оформляя все атхарведическое собрание текстов как целое: порождённое (возникшее) Священное Знание (мудрость), долженствующее быть взращённым, удержанным, сохранённым — «Тот ларь, из которого мы извлекли Священное Знание, в него мы замыкаем его (снова). Исполнилось желанное силой заговора. Помогите мне здесь, о боги, этим жаром!»
2.3. Первый текст «Атхарваведы» перекликается с гимном «Ригведы», посвящённым Речи, и отчасти — с гимнами, посвящёнными Познанию и Единению. И в «Ригведе», и в «Атхарваведе» обнаруживается связь слова-речи с мыслью-знанием.
Встречающееся в текстах Вед слово «мантра» этимологически и актуально отсылает к мысли (основа ман- «мнить», «мыслить», «думать»), но реально предполагает выраженность её в слове, более того, в институализированной жанровой, обычно ритмизированной конструкции, совмещающей в себе поговорку, молитву, песнь и — что особенно важно — заговор (это слово, действительно, является одним из обозначений заговора): …мантра-, собственно — в мыслях задуманный и в слове воплощённый с-говор, за-говор, дающий по идее возможность совершить и дело («действенное» слово-мысль).
2.4. Второй общий блок, объединяющий соответствующие тексты обеих Вед, — «слово/знание — дело», что и восполняет разрозненные элементы до триады «мысль — слово — дело». В этих текстах конкретно элемент «дело» представлен ритуальным актом, жертвенным деянием, жертвоприношением, программируемым словом, воплощающим мысль-знание. В отображении триады «мысль — слово — дело (жертвоприносительное деяние)» ригведические гимн к Познанию и гимн к Речи идут «нога в ногу»: «мудрые мыслью Речь создали»; «с помощью жертвы пошли они по следу Речи».
2.5. Соответствие заключительного стиха первого гимна «Атхарваведы» и ригведического гимна Единения позволяет говорить о «заговорной» природе последнего. Своим последним гимном «Ригведа» как бы адресует слушателя к той «сумме знаний», которая содержится в «Атхарваведе» и которая может быть постигнута и усвоена только при условии «собирания воедино», сосредоточения мысли, слова и дела и их согласия между собой. В указанном отношении связь «Атхарваведы» и «Ригведы» и отчётлива, и органична. То, что каждая из Вед, специализируясь на «своём» («Ригведа» — на гимнах, «Атхарваведа» — на заговорах), не забывает полностью и «чужое», сохраняя его в небольшом резерве (заговоры в «Ригведе», «незаговорные» тексты «Атхарваведы»), говорит о существовании гипотетического исходного текста, давшего начало обеим Ведам.

### Древненемецкие заклинания
Властью в древненемецком заговорном тексте обладало само слово, которому придавалось особое, а иногда и божественное, значение. Исследователи этого типа текста указывают на то, что «наиболее релевантными признаками заговоров являются их прагматическая направленность, ориентация на немедленное достижение результата, тождественность слова и дела, … установка на изменение или сохранение исходной ситуации при помощи сверхъестественных сил».
В немецкоязычной научной литературе для обозначения заговоров используются термины «der Zauberspruch», «der Segen», «der Segensspruch», «die Beschwörung», при этом данные понятия разграничиваются. Так, заговор «Zauberspruch» воспринимается как магическая вербальная формула, отражающая дохристианское мировоззрение и включающая имена языческих богов. Если же магический текст несёт в себе черты христианской картины мира и называет божественные или святые имена христианства, в таком случае принято говорить о благословении «Segensspruch», чем и является большая часть средневековых заговоров.

Наиболее ярким представлением заговора первого из двух описанных типов считаются два Мерзебургских заклинания (первое — узорешительное, и второе — от повреждения ноги), поскольку в них упоминается такие откровенно языческие сущности как Один, Фрия, идизы и т. д.
В 1958 году усилиями Дрезденского Института Саксонской Истории и Фольклора в тогдашней ГДР была собрана крупнейшая коллекция немецких формул благословения и заклинания (Corpus der deutschen Segen- und Beschwörungsformeln; CSB — около 28000 текстов).

### Калмыцкие заговоры
В устном народном творчестве калмыков фольклористы выделяют два подвида заговоров под названием йорелы (благопожелания) и харалы (проклятия). Их нравственную оценку даёт следующая калмыцкая пословица: «Благопожелания — начало блаженства и мира, а проклятья и дурные помыслы — семя несчастья и раздора».
Впервые жанры благопожелания и проклятия описал Номто Очиров в своей статье «Йорелы, харалы и связанный со вторым обряд „хара келе утулган“ у калмыков» на основе собранных им в 1909 году полевых материалов.
В традиции калмыков произнесение проклятий носило характер ритуала с вредоносным действием. Причиной произнесения проклятия была обида (hундл). Отправителями (адресантами) обрядов были обиженные, отчаявшиеся люди, поэтому произнесение проклятий отличалось определённым драматизмом. Получателями (адресатами) проклятий были и простые люди, и исторические лица.
В изучении этого жанра важная роль отводится текстам, восстановленным в ходе тесной работы с информантами, у которых сохранилась вера в магическую силу слова. Проклятия считались действенными, если человек в обществе обозначался как «хар саната» (с чёрными мыслями). Человека, любящего произносить проклятия, именовали «харалчкун» (человек, умеющий проклинать). Но калмыки к произнесению проклятий относились отрицательно.
В своей статье Н. Очиров приводит также ритуал произнесения йорелов. Йорел произносят старшие, а младшие говорят только «Да сбудется согласно пожеланиям младших!». Очиров перечисляет случаи произнесения йорелов, которые ему пришлось наблюдать: надевание нового платья, покупка новой вещи, при принесении жертв Будде, огню, хранителям (сякюсенам).
Учёному не удалось записать харалы, бытующие в устной форме, так как они употребляются реже, чем йорелы. С этими проблемами сталкиваются и современные фольклористы. Информанты боятся произносить текст харала-проклятия без причины, так как до сегодняшнего дня у калмыков сохранилась вера в магическую силу слова.
Очиров приводит перечень случаев, когда калмыки обращаются к буддийским священнослужителям (гелюнгам) для совершения обряда «Хара келе утулган» (отрезание чёрного языка). Эта традиция сохранилась до настоящего времени: современные верующие калмыки обращаются в хурул или к медлегчи (знающим). Иногда этих лиц приглашают на дом, чтобы совершить обряд для предотвращения действия «чёрного языка» персоны, произнёсшей проклятия в их адрес. Данный обряд считается семейным, но может отчиняться и во благо одного лица. В обряде участвуют глава семьи и священнослужитель (гелюнг), а также члены семьи. Обряд «Отрезание чёрного языка» строится на магии подобия: чёрная верёвка — это чёрный язык человека, произнёсшего проклятия, белая верёвка — льстивый, «белый» язык, который более вредоносен для людей в сравнении с «чёрным» языком.
Описанный Н. Очировым вариант отправления обряда — это чтение гелюнгом молитвы «Письмо черного языка» (Хар келни бичиг). При этом отрезание чёрно-белой верёвки происходит после прочтения каждой фразы, которая заканчивается словом «утулму» (отрезаю). Все члены семьи должны плюнуть на отрезанные куски верёвки, которые затем следовало зарыть вместе с одеждой главы семьи. В данном случае троекратный плевок человека, на которого пало проклятие, усиливал действие прочитанной молитвы. Обряд выполнял охранительную и очистительную функции для всей семьи. Молитву «Хар келни бичиг» Очиров определяет как «проклятье проклятий», так как чтение этой молитвы должно уничтожить произнесённое некогда проклятие.
Большое значение имело время произнесения харала. Недоброжелатель мог произнести его в разное время суток: «ор уни харал» (проклятие, произнесённое утром), «асхни харал» (проклятие, произнесённое вечером), «со -они харал» (проклятие, произнесённое ночью), «ор ц эж харал» (проклятие, произнесённое на рассвете), «удин харал» (проклятие, произнесённое в обеденное время). Произнесение харала в быту калмыков сопровождалось обливанием водой, поэтому в записях сохранилось словосочетание «усна харал» (проклятие, сопровождаемое литьём воды). Харал (проклятие), согласно записям, произносился человеком с чёрными мыслями (хар му саната), а обладание даром произнесения харалов носит название «му келн амн» (скверный рот и язык). Заказчиками харала-проклятия были «му саната кун» (человек с плохими мыслями), «му келтэ -амта» (человек с плохим, скверным языком). И этот человек именовался «хар чоткр» (человек — злой дух).
Итак, самого действенного снятия проклятия можно было добиться путём совершения обряда «Отрезание чёрного языка», суть которого заключалась в том, чтобы с помощью магического заклинания «обрезать» кончик языка (келнэ му уз ур — плохой кончик языка) противника. Вероятно, по представлениям калмыков, магическая сила вредоносных заклятий находилась на кончике языка.
В современной бытовой культуре калмыков также прибегают к данному обряду в случае болезни, сглаза. Упрощённый обряд совершают медлегчи: берут чёрную и белую нитки, переплетают их, вешают эту верёвку на шею ребёнку, один конец её ребёнок держит в зубах. Затем говорят следующие слова: «Куунэ хар келн керч-кэд од!» (Пусть отрезается чёрный язык злого человека). Обряд «Отрезание чёрного языка» построен на магии острых предметов. Действие «чёрного языка» уничтожается с помощью ножа, ножниц, которые после совершения обряда духовным лицом очищаются огнём или дымом можжевельника.
Большой интерес для исследователей представляют частные записи (сутры) обрядовых текстов, которые условно объединяют под названием «Хара келе утулган» (Отрезание чёрного языка), которые пережили годы сибирской ссылки калмыков (1943—1957) в Новосибирской области. В те времена, когда религия была под запретом, описания обряда с наговором сохранялись в рукописном виде в семьях в «потаённом месте». С 1990-х годов, в согласии с буддийской традицией, данные тексты хранятся на домашнем алтаре.
В данных обрядниках приведён круг лиц, которые могли бы произнести проклятие (адресанты) — это и члены семьи, братья, сестры и посторонние лица.
В текстах «Хара келе утулган» содержится также представление о том, что произнесённый харал может вернуться к адресанту, отражённое в следующих словах: «Да проблуждают твои проклятия в бесконечном мировом пространстве, да вернутся к тебе и закружат твою голову, подобно голове круженой овцы».

### Карело-вепсянские заговоры
У карелов как эпос всех жанрово-тематических подвидов и обрядовая (свадебная) поэзия и необрядовая лирика, так и заговоры и заклинания исполняются в единой системе поэтико-стилевых приёмов, включающей единый стихотворный размер.
Данный устно–поэтический четырёхударный размер аллитерационного тонического стиха с системной аллитерацией, напоминающий четырёхстопный хорей, впервые предстал во всем своём богатстве в эпопее «Калевала» (1-е изд. 1835, 2-е 1849) – т.н. «калевальская метрика».
Заговоры могли отличаться по способу исполнения от обычного для рун пения, если их произносили напряжённым по интонации речитативом, но некоторые из них, напротив, пелись.
Заговорные руны занимают особое место в устной жанровой системе, в особенности на уровне бытования локальных традиций, индивидуальных репертуаров и исполнительских династий, благодаря сильнейшей функциональной нагруженности вербальной магии во всех сферах традиционного народного быта карелов, а также финнов и ижорцев.
Заклинательная поэзия карелов тесно переплетается с эпосом. Это проявляется в нескольких аспектах.
Во-первых, бытуют заговоры, связанные с этиологическими мифами. Пример – «заклинания рождений», т.е. магические по прагматике и этиологические по смыслу мифические сюжеты: знание происхождения мыслилось как дающее власть над опасным / вредоносным предметом, субстанцией или хищным зверем (например, над нанёсшим рану железом, огнём, зимней стужей, медведем).
Во-вторых, заговоры вплетались в героико–мифологические эпические сюжеты, где волшебство подразумевается и главным героям приписываются колдовские умения. Зачастую не просто косвенной речью сообщается о том, что герой прибег к произнесению (пению) заговоров с тем или иным результатом, но и сами эти заклинательные фрагменты включаются в текст.
Так, в руне о поездке незваным на пяйвёльский пир Лемминкяйнен по пути умилостивляет заговором чудовищ, обычно гигантского змея, лежащего поперёк дороги, или огненного орла, ожидающего на огненной берёзе, а по прибытии выпивает пиво со змеями, применив оберег от порчи, «подмешанной» в питьё.
Встречается заклинание стрелы «змееглазым лапландцем», целящимся в едущего по глади моря верхом на синем лосе Вяйнямёйнена в эпизоде ранения коня / лося, индуцирующем сюжет сотворения мира из расколотого яйца (водоплавающей) птицы, которое снесено на колено упавшего в море раненого героя.
Заговоры тесно сопрягаются и со свадебной обрядовой поэзией, поскольку колдовские практики играли в традиционной карело–финской свадьбе важнейшую роль. Так что не только заговорно–заклинательные, но и все независимо от жанра устные руны калевальской метрики в той или иной мере неотделимы от традиционного мировоззрения карелов и финнов, которое можно считать «колдовским».
Старейшей записью являются 10 заговоров на карельско-вепсском диалекте, изданные в составе памятника словесности 2-й четверти XVII века — «Олонецкий сборник». Кроме того, найденная в 1957 году новгородская берестяная грамота № 292 содержит заговор на, предположительно, олонецком диалекте карельского языка (датируется XIII веком).
У вепсов свадебная обрядность, бытовавшая до 1930-х годов, во многом напоминала северорусскую. Большая часть фольклорных текстов исполнялась на русском языке.

### Коми заговоры
Заговорная традиция коми «нимкыв» как фольклорный жанр отождествляется, прежде всего, с русской заговорной традицией (хотя бы в силу преобладания в корпусе текстов заимствованных русских заговоров).
Исследователи коми заговорной традиции (это касается и коми-пермяков и коми-зырян) вынуждены исходить из того факта, что традиция нимкыв в своей наиболее сакрализованной части и на сегодняшний день является «тайным», эзотерическим знанием. Поэтому объектом анализа являются не столько заговорные тексты, сколько совокупность зафиксированных контекстов, позволяющих говорить о специфичности данного феномена.
Нимкыв как эзотерическое знание может быть противопоставлено более «открытым» и профанным формам словесного «знания», которые к тому же имеют устойчивую терминологию. Это, прежде всего вордкыв, ворданкыв, который тоже иногда переводится как заговор.
Коми-зырянский и коми-пермяцкий термин могут быть противопоставлены как графонимы (нИмкыв/ нимкЫв); акцент на компоненте кыв, появление производного нимкылАвны «заговаривать» может быть связано со сближением значений слов нимкыв и заимствованного «заговор» (в коми-зырянских традициях слово заговор не используется); кроме того, в коми-пермяцкой традиции основным термином со значением «заговор» является слово кoрткыв букв. «железное слово» (возможно, этот термин возник из устойчивого заговорного эпитета «железное слово»); данный термин связан и со словом кoртавны «закреплять». Так в коми-пермяцких заговорах встречается и понятие кoрталан-игналан кыв букв. «закрепляющее-запирающее слово» (например, слово «аминь»).

### Латышские заговоры
Одним из наиболее распространённых в латышской заговорной традиции является мотив убывания, характеризуемый волюнтаризмом, императивом действия, как, например, в заговоре «от злых господ» — «пусть разлетится / растворится ваш гнев как дым через трубу, как туман в воздухе».
Формула убывания и, шире, формула уничтожения обладает способностью вписываться в противоположные по своей направленности заговоры (как «белой», так и «чёрной», вредоносной магии). Древнейшая запись латышских заговоров, датируемая 1574 годом, содержит пример подобного мотива убывания в заговоре отрицательной направленности. В рижском земском суде рассматривается обвинение, предъявленное некой Катрин, которая якобы грозила некоему Бенедикту Мачу; к протоколу судебного дела на немецком языке присоединён текст проклятия, которым пользовалась Картин: dass ehr so kall als ein finger vnnd so dorre als ein stock werden solt («пусть станет голым как палец и сухим как кол/столб»). Катрин обвиняют в колдовстве, признают ведьмой и сжигают на костре.
В архаичных текстах встречаются собственно латышские гидронимы для реки, призванной олицетворять образ убывания вод (в отличие от заговора с христианским элементом, который «оперирует» Иорданом), например, Даугава в песенном заговоре на остановку крови:
Быстрая течёт Даугава,
невозможно остановить,
перетянул зелёную нить,
остановил Даугаву
Вышеприведённый заговорный текст сильнее, чем другие, проявляет признак ярко выраженной силы, уверенности в себе и в исходе действия, то есть ярко выраженное волюнтарное течение (позднейший слой заговоров в большой мере утратил его).

### Марийские заговоры и заклинания
В народной медицине марийцев большое внимание уделялось проведению магических действий (шyведыме мут) и произнесению заклинаний, в процессе которых заклинатель, пользуется энергией Ю, добивался изгнания болезни, колдовских чар, тревожащих душу и тело больного, очищения его организма. Этой магией занимались юзо — люди, обладающие способностью управлять энергией Ю, которых нередко считали колдунами.
Заговоры считаются основным методом лечения в народной медицине марийцев. Заговор создаёт психологическую воображаемую связь между человеком и различными объектами его интереса. Заговором люди осознанно или интуитивно меняют сами себя и через себя — окружающий мир.
Из шести классов заговоров и заклинаний, традиционно выделяемых в марийском фольклоре, количественно преобладают три большие группы, а именно: заговоры, предназначенные для лечения людей и животных; заговоры, охраняющие и «очищающие» от колдовства людей, животных, предметы, растения; заговоры, меняющие межличностные отношения.

### Мордовские (эрзя-мокшанские) заговоры
По тематике и объектам воздействия мордовские заговоры охватывают почти все области жизни. Как неотъемлемая часть обрядовой поэзии, рода устного художественного творчества мордвы, заговор сопровождал обряды трёх основных вех человеческой жизни: рождение, заключение брака, смерть. Обрядовое происхождение имели причитания свадебные, рекрутские, похоронные и поминальные, величальные песни, приговоры, присловья и беседы.
Магические «обереги» соблюдались с первых дней жизни младенца-мордвина. Они сопровождались приговорами и заговорами, выраженными в таких поэтических формулах как слова повитухи «Ни я мою, ни я парю, ни я вытираю. Берёза-мать тебя парит, святая вода тебя моет…»(основным местом для родов у мордвы считалась баня).
Начало собиранию и изучению мордовской обрядовой поэзии было положено российскими учёными, такими как М. Попов, П. Мельников-Печерский, М. Евсевьев ещё в начале XIX века.

### Тувинские заговоры
В тувинской традиции существует несколько терминологических обозначений скотоводческих заговоров. В качестве основного термина, применяемого ко всем животным, используется глагол алзыр — понудительно-страдательный от ал- «брать, принимать», то есть «заставить принять [детёныша]», а также «приучать [молодняк] к чужой матке». Дополнительно в названии заговора указывается животное, на которое он направлен: инек алзыр «корову заставить взять [кормить телёнка]», хой алзыр «овцу заставить взять [кормить ягнёнка]», өшкү алзыр «козу заставить взять [кормить козлёнка]», бе алзыр «лошадь заставить взять [кормить жеребёнка]», теве алзыр «верблюдицу заставить взять [кормить верблюжонка]». Кроме того, есть специальные названия заговоров для козы, овцы, коровы и лошади, в основе которых лежат слова-символы, строго закреплённые за каждым животным и обязательные для заговоров, или возгласы, применяемые для подзывания животных. Так для заговоров коровы используется этнический термин хөөглээр, для заговоров овцы — тоотпа (возглас, которым подзывают овцу) и тоотпалаар, для заговоров козы — чечулаар/ чечуга, для заговоров лошади — крулаар.
Звукосимволические слова, закреплённые за животными, обнаруживают сходство во всех тюркских традициях, что является одним из свидетельств общего происхождения традиции заговоров в пратюркскую эпоху, датируемую I тыс. до н. э.

### Удмуртские заговоры
Удмуртская заговорно-заклинательная традиция оказалась в поле зрения исследователей быта, обычаев, религии удмуртов в конце XVIII века. Первая вербальная формула магического характера была зафиксирована Н. Р. Рычковым. Н. Р. Рычков также впервые упоминает о туно — удмуртских «ворожцах», к которым удмурты обращались за помощью в случае болезни.
Начало публикации непосредственно заговорно-заклинательных текстов было положено несколькими исследователями традиционной культуры удмуртов: Г. Е. Верещагиным, Н. Г. Первухиным, П. Богаевским, Б. Мункачи, Т. Г. Аминоффым и Ю. Вихманном. Их работы выходят приблизительно в одно и то же время: в конце 1880-х — начале 1890-х гг.
В монографической работе «Вотяки Сосновского края», изданной впервые в 1886 году, Г. Е. Верещагин приводит две краткие вербальные формулы заклинательного характера: первая из которых — обращение к высшим силам с просьбой об избавлении от болезни, вторая — оскорбительное высказывание в адрес виновника внезапно возникшей боли. В следующей монографии — «Вотяки Сарапульского уезда» (1889) — Верещагин посвящает народным способам лечения особый раздел. Исследователь представляет вниманию читателя народные лекарственные средства природного происхождения, описывает процесс заговаривания опухолей, кровотечения. Ценность рассматриваемой работы повышается за счёт детального описания проводимых обрядов и фиксации непосредственно текстов заговоров от различных недугов (опухолей, оспы, уроков, кровотечения). Материал по лечебным обрядам с применением антропоморфных фигурок — муйы келян (проводы болезни муйы), мынё куштон (букв.: бросание куклы), мынё ватон (букв.: захоронение куклы) — представляет существенную значимость в изучении народной культуры.
В удмуртской традиционной культуре выделяются разные уровни владения заповедным знанием. Колдуны (ведун / вегинь, ересь) находятся на низшей ступени. В отличие от людей, которые могут изурочить, «испортить» непреднамеренно, только в силу того, что у них «дурной глаз» (секыт син), «тяжёлая нога» (секыт пыд), «тяжёлые сосуды» (секыт вирсэр), колдуны насылают порчу преднамеренно, освобождаясь от переполняющей их колдовской энергии (вединез улатэ). Затем следуют знахари (пелляськись, от пелляны — дуть, нашёптывать) — люди, умеющие врачевать травами, различными снадобьями, снимать непреднамеренную порчу. Третья степень знания и умения характеризует туно — ворожца, прорицателя. Четвёртая — самая высокая и очень редкая — туно-пеллё, или усто туно, который обладает даром не только прорицателя, но и знахаря, врачевателя, способного, согласно верованиям, излечивать от самых тяжёлых недугов и снимать преднамеренную порчу, то есть справляться с тем, чего не могут ни пелляськись, ни туно.

### Черкесские заговоры
Большая часть адыгских заговоров – это заклинательный комплекс, состоящий из текста, ритуала и предмета.

Например, в собрании исследовательницы Н. Чуяковой приводится оберег-заклинание на возвращение странствующего члена семьи, где чётко прописываются как словесная часть, так и обрядовое действо:
чтобы скорее вернулся тот, кто долго отсутствовал, следует к дверной ручке привязать нитки, шнурок или кусочек тряпки, приговаривая:
Къэк1ожь, къэк1ожь, укъэмык1ожьмэ усыук1ын, усыу1ан. Къэк1ожь, къэк1ожь, укъэмык1ожьмэ пщым иджэгу узгъэк1онэп

– «Вернись, вернись, не вернёшься – убью, заколю. Вернись, вернись, не вернёшься – на свадебное торжество князя не пущу».
Черкесские заговоры имеют определённую структуру: стихотворный зачин; описание обрядого действа; выражение просьбы, пожелания; проклятия в адрес вредителя, выраженные в стихотворной форме; закрепка, перечислительный ряд с молитвенной концовкой.
Жанровые группы выделены по их отношению к той или иной сфере жизни: лечебные заговоры  от сглаза и укуса животных (их большинство), единичные тексты, относящиеся к хозяйству и промыслам, быту, семье.
В текстах фигурируют традиционные магические образы и предметы: ведьма, маг, собака, змея, вороны, паук, труп, дубовый гроб, слюна, слеза, топор, старая глина, помёт, породы деревьев и растений, символизирующие с одной стороны –  благо (самшит), с другой –  вред (ясень, папоротник) и т.д.
В микролексике, связанной с адыгской магической традицией (около сотни единиц) выделены две предметные области: родовые понятия (нэ тефэн – сглазить, епщэн – снятие сглаза с помощью дутья и молитвы, плъэн – предсказать [судьбу], жъогъо хаплъ/жъуагъор хэпщэн – досл.: выставление лекарства на показ звёздам, к1апщ/чапщ – врачевальный обряд, составной частью которого является заговор; 1азэ/шъуз 1аз – знахарь, ясновидящий; махъэ/умэхъын – магия) и термины, связанные с жанровой модификацией (напщэ – заговор от сглаза, блэ напщ – заговор от укуса змеи, бэдж напщ – заговор от укуса паука, тепчъэ – оберег от бытовых неудач – досл.: нашептать, заговорить что-либо/кого-либо, без дутья, но с молитвой и т.д.)

### Чувашские заговоры и заклинания
Заговоры и заклинания (чёлхесем) присутствуют в чувашском устном народном творчестве как особый сокровенный пласт. Их запись и публикация началась не ранее середины XIX века. До этого заговорно-заклинательная традиция чувашей, деятельность ворожей-гадателей, колдунов, знахарей-заклинателей, бабок-повитух изучалась лишь с точки зрения более успешной христианизации.
С заговорами и заклинаниями чуваши обращались к различным духам с целью испросить избавления от недугов, помощи при лечении ран, изгнания духов злых и т. д. В ходе обряда заговаривания дули на лечимое место, последовательно три, пять, семь раз плевали на него, что символизировало сотворение мира. По старинным представлениям чувашей, взывающие к макрокосму действия приводят в порядок нарушенный болезнью микромир больного. Магическая сила приписывается и слову как таковому. На это указывает и чувашская поговорка: «Говорят, сказанное устами явится перед глазами».

### Эвенкийско-эвенские заклинания
В 1983 году были переведены на русский язык и введены в научный оборот обрядовые заклинания эвенков и эвенов Охотского побережья, записанные Яковом Иоганном Линденау ещё в 1742 году и изданные изначально на немецком языке.
Обрядовые заклинания эвенков содержатся в той главе книги Я. И. Линденау, которая озаглавлена «Описание тунгусов, живущих около Удского острога», и посвящена описанию одной из территориальных групп восточных эвенков. По своему содержанию три текста заклинаний представляют три разных обряда удских тунгусов (эвенков) — свадебный обряд, обряд поминовения умершего и ритуал испрашивания охотничьей удачи после неудачной охоты.
В текстах просматривается опасливое отношение к содержанию того, что говорит тот или иной человек, поскольку произнесённые слова могут иметь магический смысл и служить определённой формой магии — колдовства.
Отношение к магии слова как способности материализовать то, о чём говорит человек или другой фольклорный персонаж, прослеживается и по некоторым сказочным текстам эвенов. Так, в эвенской этиологической сказке «Медведь, росомаха и волк» животные «заклинают» друг друга, говоря, что будет происходить с каждым из них в будущем, и с тех пор в соответствии с их «заклятиями» волк имеет в год не более трёх волчат, росомаха приносит только одного детёныша, а медведь всю зиму спит в своей берлоге.

### Юкагирско-чуванские заговоры
У верхнеколымских юкагиров считается плохим говорить о возможности нежелательных событий или действий — когда это имеет место, считается, что человек тем самым «колдует», и говоря о нежелательном событии, обладает способностью умышленно или нечаянно вызвать это событие. У чуванцев на Чукотке глагол «ворожить» употребляется в значении любого предсказания, даже научного метеорологического предсказания погоды или предсказания погоды по народным приметам, не имеющего ничего общего с гадательной или обрядовой практикой.

## В культуре и искусстве
- Выдержки из народных заговоров обильно вплетены в ткань повествования романа-эпопеи XIX века «В лесах» (а равно и образующего с ним дилогию романа «На горах») у этнографа-беллетриста Мельникова-Печерского.
- В 1906 году, на волне, с одной стороны, разочарования в официальной религии, с другой стороны, роста интереса к мистицизму в предреволюционном русском обществе, видный представитель «Серебряного века русской поэзии», поэт-символист Александр Блок издал работу под названием «Поэзия заговоров и заклинаний».
- Русское идиоматическое выражение «зубы заговаривать» в значении «отвлекать внимание», «сбивать с толку» происходит от более позднего, рационалистического и скептического восприятия заговорного предания[110]
- «Загово́ры» — название студийного альбома русской фолк-группы «Рада и Терновник», изданного в 2005 году.

## Сборники
Заговоры напечатаны у Сахарова в «Сказаниях русского народа», т. I; в «Архиве» Калачёва, кн. 2; у Тихонравова, «Летопис. рус. литер.», т. IV и V; в сборнике Л. Майкова «Великорусские заклинания»; у Ефименко в «Сборнике малор. заклинаний»; в ст. Щурова «Знахарство на Руси» («Чтения Московского общества истории и древностей», 1867 г. № 4); в «Киевской старине» за 1883—1887 г.; в «Известиях Импер. общества любителей естествознания, антропологии и этнографии» (т. XXX, в. 2, и др.).
Наиболее полным на начало XXI века научным изданием русских народных заговоров в России является выпущенный в 2010 году сборник «Русские заговоры из рукописных источников ХVII — первой половины XIX в.» под редакцией А. А. Турилова (составление, подготовка текстов, статьи и комментарии А. Л. Топоркова).

## Научная ценность
По мнению А. Л. Топоркова, крупнейшего российского филолога и фольклориста рубежа XX—XXI века, восточно-славянская заговорная традиция — одна из наиболее богатых и разнообразных на территории Евразии. Несколько сотен исследованных к началу XXI века восточно-славянских заговоров сопоставимы по количеству, например, с 720 суктами индийской «Атхарваведы», также посвящённой домашним обрядам, с которыми связаны составляющие её заклинания.

#### Использованная литература
- Агапкина Т. А. Восточнославянские лечебные заговоры в сравнительном освещении. Сюжетика и образ мира. — Традиционная духовная культура славян. Современные исследования. — М.: Индрик, 2010.
- Заговоры / Толстая С. М. // Славянские древности: Этнолингвистический словарь : в 5 т. / под общ. ред. Н. И. Толстого; Институт славяноведения РАН. — М. : Межд. отношения, 1999. — Т. 2: Д (Давать) — К (Крошки). — С. 239—244. — ISBN 5-7133-0982-7.
- Рудаков В. Е. Заговор, в бытовом и поэтическом отношениях // Энциклопедический словарь Брокгауза и Ефрона : в 86 т. (82 т. и 4 доп.). — СПб., 1890—1907.
- Заговор Архивная копия от 14 мая 2018 на Wayback Machine // Квятковский А. П. Поэтический словарь / Науч. ред. И. Роднянская. — М.: Сов. Энцикл., 1966. — 376 с.
- Заговор // Беловинский Л. В. Энциклопедический словарь российской жизни и истории: Энциклопедический словарь российской жизни и истории: XVIII — начало XX в. — М.: ОЛМА-ПРЕСС, 2003. — С. 93. — ISBN 5-224-04008-6.
- Иоанн Златоуст. Против иудеев, Слово 1 // Полное собрание творений в 12 томах. — СПб.: Издание С.-Петербургской Духовной Академии, 1906. — Т. 1.
- Мадлевская Е. Л. Знахарь и знахарка // Русская мифология. Энциклопедия. — М.: Мидгард, Эксмо, 2007. — 784 с. — ISBN 5-699-13535-9.
- Майков Л. Н. Великорусские заклинания. — СПб.: тип. Майкова; 2-е изд., испр. и доп. — СПб.: Изд-во Европ. Дома, 1994., 1869. — 164 с.
- Проценко Б. Н. Духовная культура донских казаков: Заговоры, обереги, народная медицина, поверья, приметы. — Ростов-на-Дону, 1998.
- Русские заговоры из рукописных источников XVII — первой половины XIX в / Сост., подг. текстов, статьи и коммент. А. Л. Топоркова. — М.: Индрик, 2010. — 832 с.
- Сапа А. В. У Истоков Литературы. Учебное Пособие. — Ridero, 2018. — ISBN 978-5-4490-8857-4.
- Смилянская Е. Б. Волшебники. Богохульники. Еретики. Народная религиозность и «духовные преступления» в России / А.Л. Топорков. — Москва: Индрик, 2003. — ISBN 5-85759-250-X.
- Топорков А.Л. Теория мифа в русской филологической науке XIX века. — Москва: Индрик, 1997. — 456 с. — ISBN 5-85759-052-3.
- Фольклор Судогодского края / Под общей редакцией А. С. Каргина. — М.: Государственный республиканский центр русского фольклора, 2001. — 336 с. — ISBN 586132-037-3.
- Юдин А. В. Ономастикон русских заговоров. Имена собственные в русском магическом фольклоре. — М.: МОНФ, 1997. — 319 с.